# Thea og den vilde flod
|  | Denne artikel er oprettet af botten PalnaBot ud fra en ekstern database. Den kan derfor have sproglige fejl eller mangler. Denne skabelon kan fjernes efter kontrol af indholdet. |

Thea og den vilde flod er en børnefilm fra 2012 instrueret af Catherine Kunze, Jacob Wellendorf efter manuskript af Catherine Kunze, Jacob Wellendorf.

## Handling
3-årige Thea holder ferie på en campingplads i Frankrig med mor og storesøster Chloé, der er to år ældre. Ved floden er Chloé optaget af en ny veninde og vil ikke lege med Thea, der keder sig - men så ser hun en havfruehale i vandet.